# IXe législature des Cortes de Castille-La Manche
La IXe législature des Cortes de Castille-La Manche est un cycle parlementaire des Cortes de Castille-La Manche, d'une durée de quatre ans, ouvert le 18 juin 2015 à la suite des élections du 24 mai précédent, et clos le 2 avril 2019.

## Bureau des Cortes
| Poste                  | Titulaire                            | Parti | Parti   | Circonscription |
| ---------------------- | ------------------------------------ | ----- | ------- | --------------- |
| Président              | Jesús Fernández                      |       | PSOE    | Tolède          |
| Premier vice-président | José García Molina                   |       | Podemos | Tolède          |
| Premier vice-président | María Díaz (10/08/2017)              |       | Podemos | Tolède          |
| Second vice-président  | Vicente Tirado (jusqu'au 13/05/2019) |       | PP      | Tolède          |
| Première secrétaire    | Josefa Navarrete                     |       | PSOE    | Albacete        |
| Second secrétaire      | Cesárea Arnedo                       |       | PP      | Albacete        |

## Groupes parlementaires
| Nom | Nom               | Début | Fin | Porte-parole                                |
| --- | ----------------- | ----- | --- | ------------------------------------------- |
|     | Groupe populaire  | 16    | 16  | Francisco Cañizares                         |
|     | Groupe socialiste | 15    | 15  | Blanca Fernández Fernando Mora (07/05/2019) |
|     | Groupe Podemos    | 2     | 2   | David Llorente                              |

## Commissions parlementaires
| Commission                                                            | Président                  | Parti   | Parti | Circonscription |
| --------------------------------------------------------------------- | -------------------------- | ------- | ----- | --------------- |
| Commissions permanentes législatives                                  |                            |         |       |                 |
| Commission de l'Agriculture et du Développement rural                 | Miguel Ángel González      | PSOE    |       | Ciudad Real     |
| Commission des Affaires générales                                     | José García Molina         | Podemos |       | Tolède          |
| Commission des Affaires générales                                     | María Díaz (22/08/2017)    | Podemos |       | Tolède          |
| Commission du Bien-être social                                        | Emilio Sáez                | PSOE    |       | Albacete        |
| Commission de l'Économie et du Budget                                 | Lorenzo Robisco            | PP      |       | Guadalajara     |
| Commission de l'Éducation, de la Culture et des Sports                | José Luis Escudero         | PSOE    |       | Guadalajara     |
| Commission de l'Emploi                                                | Rafael Esteban             | PSOE    |       | Guadalajara     |
| Commission de l'Équipement                                            | Carmen Torralba            | PSOE    |       | Cuenca          |
| Commission de la Femme                                                | Rosario García             | PSOE    |       | Tolède          |
| Commission de l'Environnement et de l'Eau                             | Agustina García            | PSOE    |       | Tolède          |
| Commission de l'Environnement et de l'Eau                             | Fernando Mora (08/05/2017) | PSOE    |       | Tolède          |
| Commission de la Santé                                                | Pilar Callado              | PSOE    |       | Albacete        |
| Commissions permanentes non-législatives                              |                            |         |       |                 |
| Commission du Règlement et du Statut du député                        | Jesús Fernández            | PSOE    |       | Tolède          |
| Commission des Pétitions et de la Participation citoyenne             | Ana Abengózar              | PSOE    |       | Ciudad Real     |
| Commission du Contrôle de la télévision régionale                     | Fausto Marín               | PSOE    |       | Ciudad Real     |
| Commission pour les Politiques d'intégration du handicap (04/04/2016) | Emilio Sáez                | PSOE    |       | Albacete        |

## Gouvernement et opposition
| Candidat                    | Date                                        | Vote       |    |      |         | Résultat |
| Candidat                    | Date                                        | Vote       | PP | PSOE | Podemos | Résultat |
| Emiliano García-Page (PSOE) | 1er juillet 2015 (majorité absolue requise) | Oui        |    | 15   | 2       | 17 / 33  |
| Emiliano García-Page (PSOE) | 1er juillet 2015 (majorité absolue requise) | Non        | 16 |      |         | 16 / 33  |
| Emiliano García-Page (PSOE) | 1er juillet 2015 (majorité absolue requise) | Abstention |    |      |         | 0 / 33   |

## Désignations

### Sénateurs
| Parti                      | Parti | Sénateurs désignés       | Voix |
| -------------------------- | ----- | ------------------------ | ---- |
| PSOE                       |       | Nemesio de Lara Guerrero | 15   |
| PP                         |       | Antonio Serrano Aguilar  | 9    |
| Troisième siège non pourvu |       |                          |      |

- Désignation : 30 juillet 2015.
- Antonio Serrano (PP) étant élu au Sénat lors des élections générales d'avril 2019, il laisse son mandat de sénateur désigné qui n'est pas pourvu.

| Parti   | Parti | Sénateurs désignés       | Voix |
| ------- | ----- | ------------------------ | ---- |
| Podemos |       | Virginia Felipe Saélices | 17   |

- Deuxième tour de désignation : 15 octobre 2015.